# Anton Kuźmicz
Anton Sawwicz Kuźmicz (ros. Антон Саввич Кузьмич, ur. 7 grudnia?/20 grudnia 1908 we wsi Kapatkiewiczy w guberni homelskiej, zm. 24 października 1989 w Moskwie) – radziecki inżynier i polityk.

## Życiorys
W 1931 ukończył Moskiewski Instytut Górniczy im. Stalina, w latach 1931–1938 był kolejno szefem warsztatu zakładowego, zastępcą głównego inżyniera i zarządcą kopalni „Koksowaja” w Prokopjewsku. Od 1936 członek WKP(b), w latach 1938–1940 główny inżynier kombinatu „Kuzbassugol” Kuźnieckiego Zagłębia Węglowego, 1938–1940 dyrektor Kuźnieckiego Naukowo-Badawczego Instytutu Węglowego, 1940–1941 zarządca trustu „Donbassantracyt”. Po ataku Niemiec na ZSRR szef 6. rejonu budowlanego 8 Armii Saperskiej Frontu Południowego, od 1942 główny inżynier ds. przywrócenia basenu podmoskiewskiego, potem do 1943 zarządca trustu „Stalinogorskugol”, w latach 1943–1946 szef kombinatu „Swierdłowugol”. Od stycznia 1946 do grudnia 1948 zastępca ludowego komisarza/ministra przemysłu węglowego wschodnich rejonów ZSRR, od grudnia 1948 zastępca ministra, później do 1955 I zastępca ministra przemysłu węglowego ZSRR, od 1955 do 8 sierpnia 1956 minister przemysłu węglowego Ukraińskiej SRR. Od sierpnia 1956 do maja 1957 I zastępca ministra przemysłu węglowego Ukraińskiej SRR, od 21 stycznia 1956 do 15 marca 1966 członek KC KPU, od 31 maja 1957 do 1960 przewodniczący Sownarchozu Woroszyłowgradzkiego/Ługańskiego Ekonomicznego Rejonu Administracyjnego, w latach 1960–1961 zastępca przewodniczącego Ukraińskiego Sownarchozu. Od 29 marca 1961 do 9 marca 1963 przewodniczący Ukraińskiego Sownarchozu, od 31 października 1961 do 29 marca 1966 zastępca członka KC KPZR, 1963–1965 zastępca przewodniczącego Państwowego Komitetu ds. Przemysłu Paliwowego ZSRR, od 1965 I zastępca dyrektora Instytutu Górnictwa im. Skoczinskiego. Od 1962 doktor nauk technicznych, od 1966 profesor. Deputowany do Rady Najwyższej ZSRR (1958–1966). Pochowany na Cmentarzu Kuncewskim w Moskwie.

## Odznaczenia
- Order Lenina (dwukrotnie)
- Order Rewolucji Październikowej
- Order Czerwonego Sztandaru Pracy (trzykrotnie)